# Acanthogonatus tacuariensis
Espèce
Synonymes
- Pycnothelopsis tacuariensis Pérez-Miles & Capocasale, 1982

Acanthogonatus tacuariensis est une espèce d'araignées mygalomorphes de la famille des Pycnothelidae.

## Distribution
Cette espècese rencontre en Uruguay et au Brésil.

## Description
Les mâles mesurent de 14,50 à 19,80 mm et les femelles de 20,00 à 27,20 mm.
Le mâle décrit par Goloboff en 1995 mesure 23,40 mm et la femelle 30,20 mm.

## Systématique et taxinomie
Cette espèce a été décrite sous le protonyme Pycnothelopsis tacuariensis par en Pérez-Miles & Capocasale, 1982. Elle est placée dans le genre Acanthogonatus par Raven en 1985.

## Étymologie
Son nom d'espèce, composé de tacuari et du suffixe latin -ensis, « qui vit dans, qui habite », lui a été donné en référence au lieu de sa découverte, le Río Tacuarí.

## Publication originale
- Pérez-Miles & Capocasale, 1982 : Arañas del Uruguay, IV. Hallazgo de una tercera especie del genero Pycnothelopsis: Pycnothelopsis tacuariensis sp. nov. (Araneae, Pycnothelidae). Comunicaciones Zoologicas del Museo de Historia Natural de Montevideo, vol. 11, no 147, p. 1-7.